# Brigade canine
 (octobre 2016).

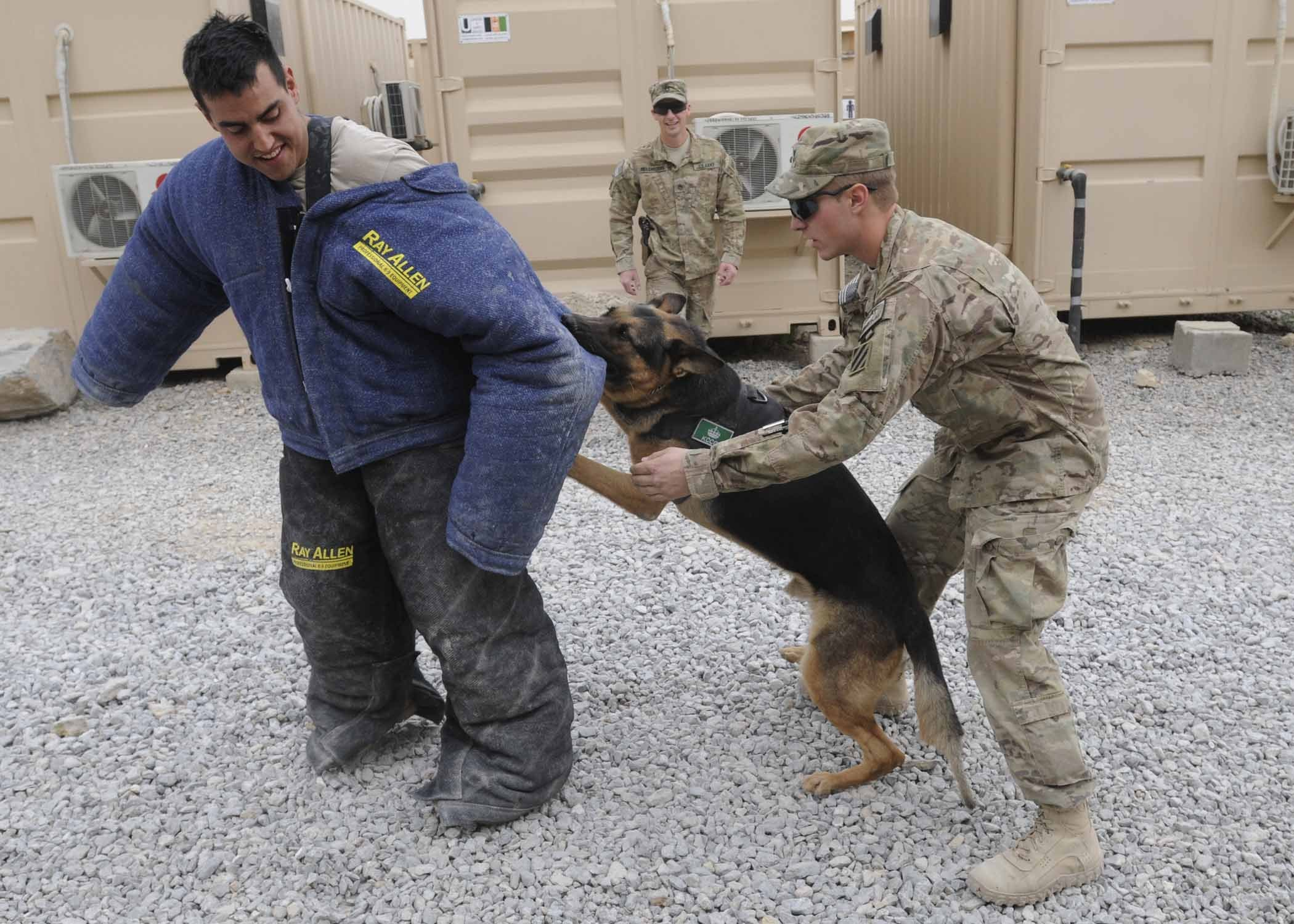
Exercice dans le camp Nathan Smith.

Les brigades canines ou brigades cynotechniques , parfois désignées dans les polices anglo-saxonnes sous le sigle K-9, homophone de Canine, sont des brigades constituées de maîtres chien (ou conducteurs de chiens) et de leurs auxiliaires canins assurant différentes missions de sécurisation et de recherche au sein des forces de l'ordre.
Il y a aussi des brigades cynotechniques chez les pompiers, dans les forces militaires et dans les sociétés privées de gardiennage.

## Belgique
La Direction de l'appui canin qui fait partie de la Direction générale de la police administrative de la Police Fédérale est responsable de la sélection, de la formation et du suivi des teams canins.
Les équipes de secours  cynotechniques de la Sécurité civile, regroupées au sein du Rescue Dog Belgium, effectuent deux types de missions :
- recherche et sauvetage de personnes ensevelies sous des décombres (chiens de décombres) ;
- recherche de personnes disparues (chien de quête croisée)[2].

## France

### Désignation
En France, cette dernière expression englobe les différentes unités de police nationale, la gendarmerie nationale, la douane et la police municipale qui utilisent des chiens comme par exemple le groupe d'investigation cynotechnique de la gendarmerie française.

### Cadre d'utilisation

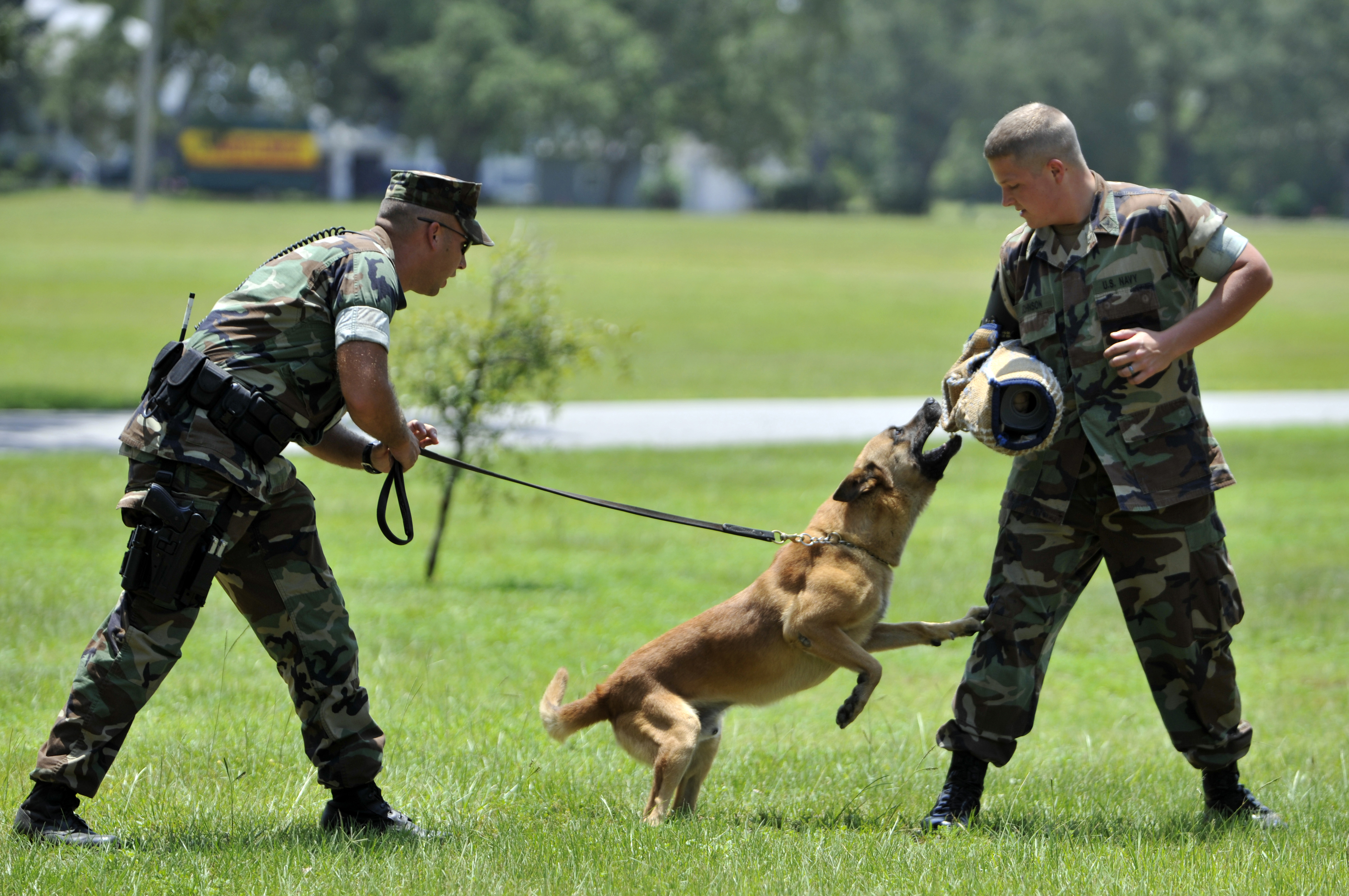
Maîtres chiens entraînant un berger malinois dans l'armée.

Le chien fait partie intégrante de l'armement et ne peut être utilisé qu'en cas de légitime défense. Il s'utilise de manière préventive, lors de patrouilles pédestres, mais aussi répressive, lors d'une menace réelle et sérieuse. Quelquefois, le chien est amené à mordre, mais les maîtres chien utilisent « la frappe muselée », le plus souvent pour repousser et conserver un périmètre de sécurité autour des agents de police. Les agents affectés en brigade canine peuvent être sollicités pour les missions de capture de chiens dangereux ou errants. Ils sont formés en interne ou issus du domaine cynophile. De par leurs missions, très similaires aux missions de la police nationale, les entraînements communs sont fréquents. Leur effectif canin étant plus important, il n'est pas rare qu'une équipe cynophile de police municipale soit réquisitionnée pour intervenir avec la police nationale. 

### Unités spéciales

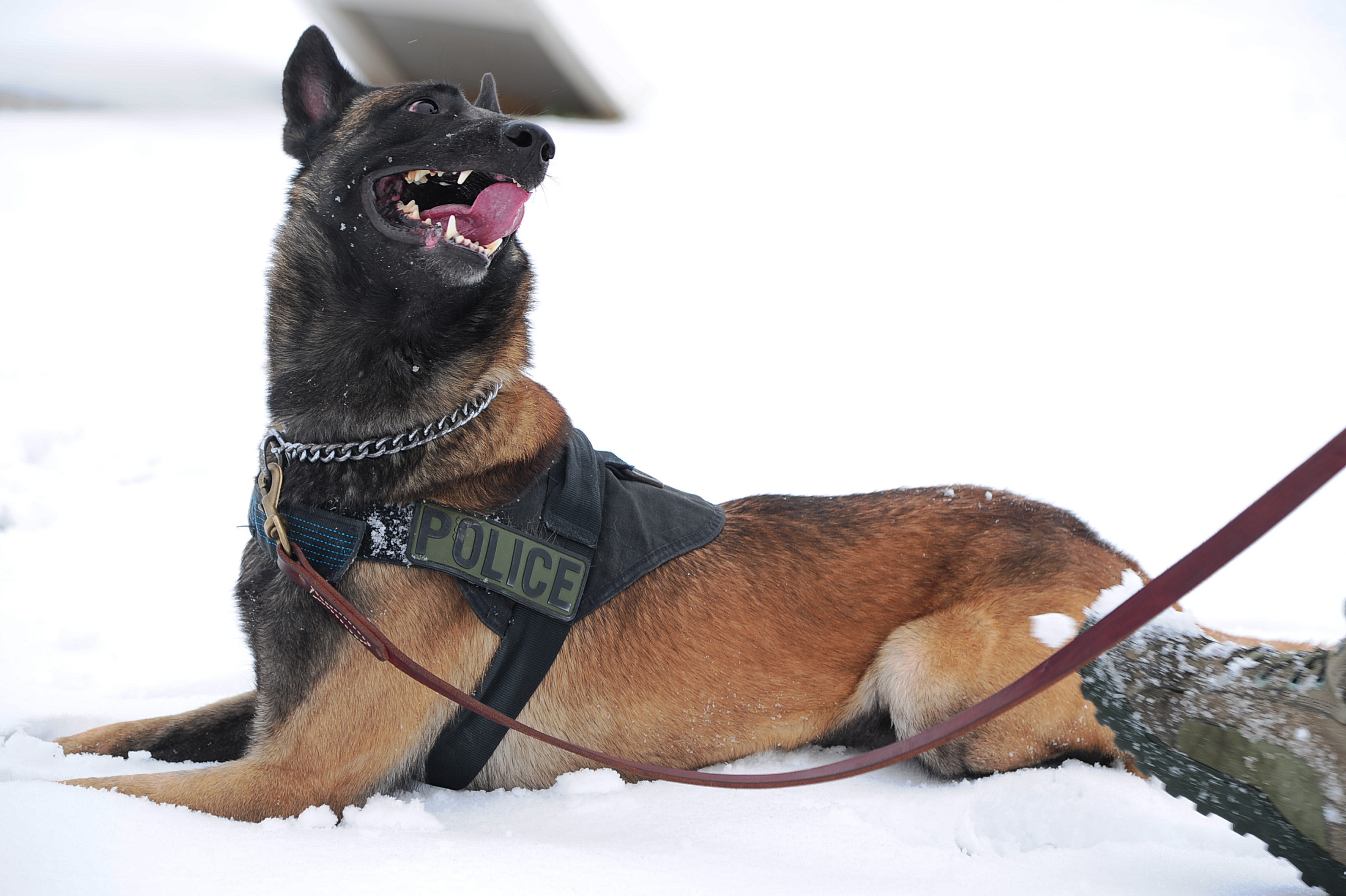
Berger malinois de l'US Air Force.

Certaines unités spéciales comme le RAID et le GIGN possèdent un « pool cynotechnique » (du verbe anglais to pool : « mettre en commun »), c'est-à-dire un groupe de personnes travaillant avec des chiens formés à l'attaque, la défense ou la recherche d'explosifs. Les chiens sont souvent des bergers belges Malinois.

## Au cinéma
Le film Netflix de Katt Shea, Une amie au poil (2022), basé sur une histoire vraie, raconte les débuts de Dan, un agent de la brigade K9, et son chien Ruby.